# Anastassija Dmitrijewna Wjalzewa

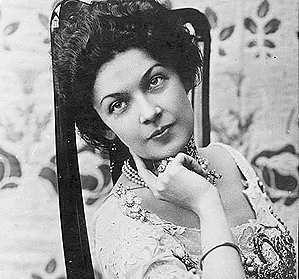
Anastassija Wjalzewa

Anastassija Dmitrijewna Wjalzewa (russisch Анастасия Дмитриевна Вяльцева; * 1. Märzjul. / 13. März 1871greg. in Altuchowo, Oblast Brjansk, Russisches Kaiserreich; † 4. Februarjul. / 17. Februar 1913greg. in Sankt Petersburg, Russisches Kaiserreich) war eine russische Sängerin (Mezzosopran) und zu Beginn des 20. Jahrhunderts ein gefeierter Star in Russland. Berühmtheit erlangte sie vor allem als Interpretin von „Zigeuner“-Romanzen.

## Leben

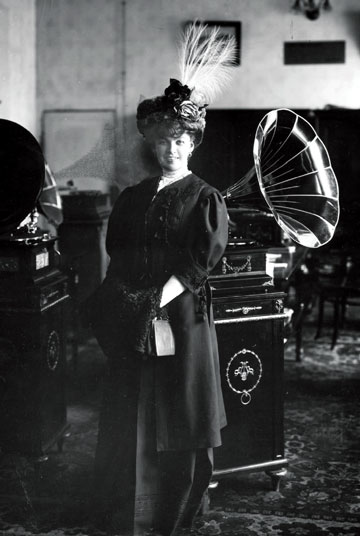
Anastassija Wjalzewa, um 1910

Anastassija Wjalzewa wurde 1871 in Altuchowo, einer bäuerlichen Siedlung in der Nähe von Trubtschewsk, als Tochter einer Bäuerin und eines Försters geboren. Als Kleinkind verlor sie ihren Vater, der bei einem Arbeitsunfall von einem fallenden Baum erschlagen wurde. Einige Jahre später zog ihre Mutter mit ihr und ihren beiden Brüdern nach Kiew, wo Anastassija zunächst als Zimmermädchen arbeitete und später in einem Operettenchor mitwirkte. Im Alter von 14 Jahren erhielt sie Ballettunterricht, wurde 1887 Mitglied einer Balletttruppe und nahm daraufhin auch Gesangsunterricht. 1897 wurde sie in das Operettenensemble des Moskauer Theaters Eremitage im Besitz des Unternehmers und Mäzens Schtschukin aufgenommen und begann eine glänzende Gesangskarriere, mit zahlreichen Tourneen von Sankt Petersburg bis in den Fernen Osten Russlands. Sie trat in Operetten wie Der Zigeunerbaron von Johann Strauss (Sohn), Boccacio von Franz von Suppè, La Périchole, Blaubart und Die schöne Helena von Jacques Offenbach oder La fille de Madame Angot von Charles Lecocq, sowie im Mariinski-Theater auch in Opern als Carmen, als Amneris in Verdis Aida oder als Dalila in Samson et Dalila auf. Einladungen ins westliche Ausland – Frankreich, Monaco oder England – lehnte sie mit der Begründung ab, sie habe ihren Ruhm in Russland gefunden.
Ihre größten Triumphe feierte sie jedoch als Interpretin von unterhaltenden Romanzen im Stil der aufkommenden Estrada, bei denen sie am Klavier von ihrem ständigen Partner Taskin (1871–1942) begleitet wurde und wovon sie Hunderte von Schallplatten aufnahm, die sich erfolgreich verkauften. Neben dem Bassisten Schaljapin war sie zu Beginn des 20. Jahrhunderts der bestbezahlte musikalische Star in Russland. Bei ihren Auftritten gab sie bis zu 60 Zugaben und wurde in der Presse als „Die Unvergleichliche“, „Möwe der russischen Volksmusik“ und „Russisches Aschenputtel“ tituliert. Der angesehene, mit Tolstoi befreundete Musikkritiker Stassow war allerdings der Sängerin gegenüber durchaus negativ eingestellt und schmähte sie und ihr Repertoire auch in privaten Briefen.
1905 heiratete Wjalzewa den sieben Jahre jüngeren General der Kavallerie Biskupski, den sie bei seinem Einsatz im Russisch-Japanischen Krieg kennengelernt hatte. Wegen ihrer bäuerlichen Herkunft musste die Ehe als nicht standesgemäß vor der Öffentlichkeit verborgen bleiben. Die zwei letzten Lebensjahre der Sängerin waren von Krankheit überschattet. Eine 1911 in Jalta diagnostizierte Rippenfellentzündung konnte nicht adäquat behandelt werden und wurde durch verschiedene medizinische Eingriffe noch verschlimmert. Wjalzewa starb im Februar 1913 und wurde unter allgemeiner Anteilnahme der Bevölkerung auf dem Nikolaus-Friedhof des Alexander-Newski-Klosters bestattet.